# John Catron

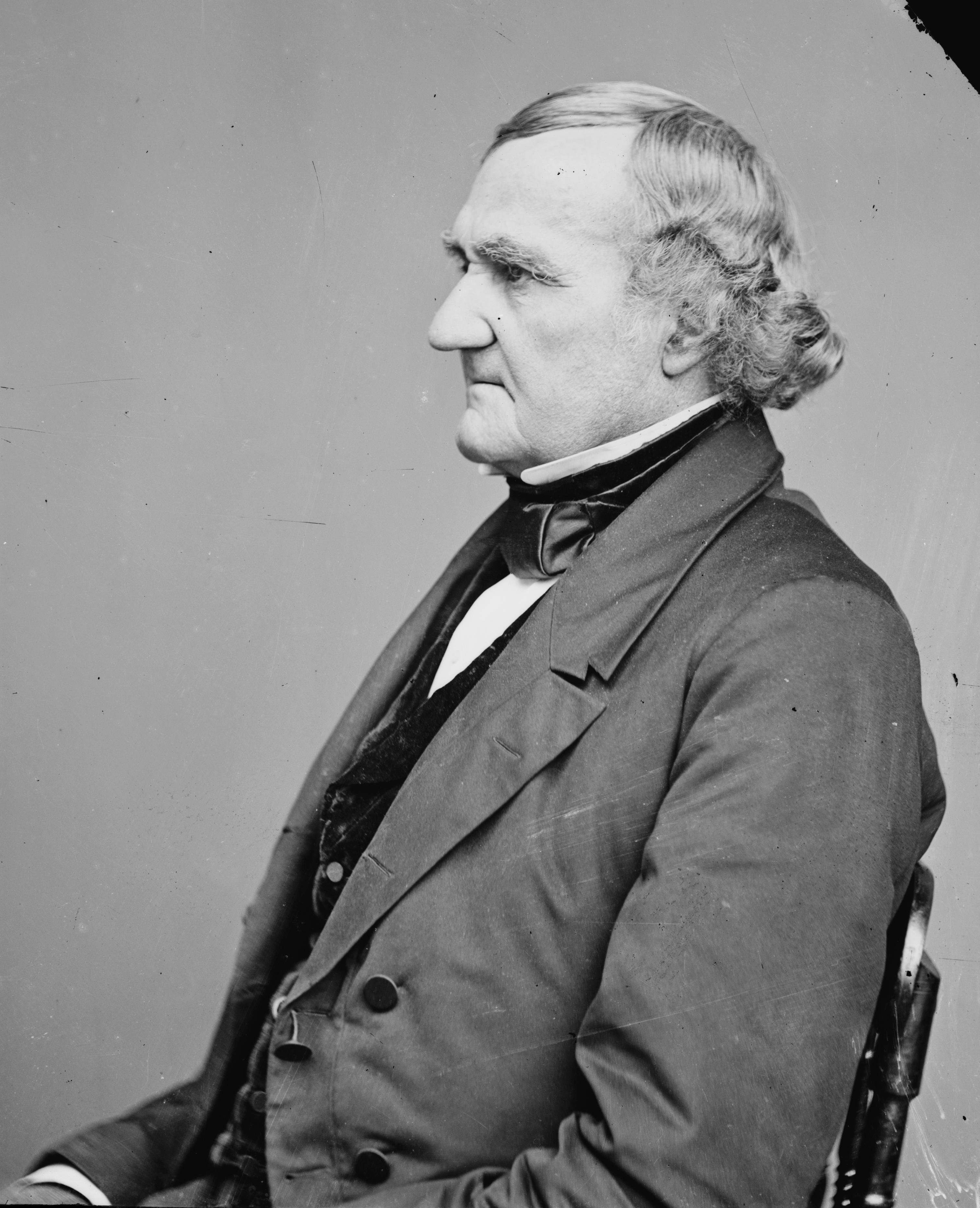
John Catron

John Catron (* 7. Januar 1786 im Wythe County, Virginia; † 30. Mai 1865 in Nashville, Tennessee) war ein US-amerikanischer Jurist und von 1837 bis 1865 Richter am Obersten Gerichtshof der Vereinigten Staaten.

## Leben
Über das frühe Leben von Catron ist wenig bekannt. Er kämpfte im Britisch-Amerikanischen Krieg unter Andrew Jackson gegen die Creek und nahm vielleicht an der Schlacht von New Orleans teil. 1815 erhielt er seine Anwaltszulassung und unterhielt ab 1818 eine eigene Anwaltskanzlei in Nashville. 1807 heiratete er Matilda Childress aus Nashville, die Ehe blieb kinderlos. Er hatte aber ein Kind mit seiner Sklavin Sally, erkannte seinen Sohn James Thomas jedoch nie an und ließ ihm keinerlei Förderung zukommen.

## Karriere
Von 1824 bis 1834 arbeitete Catron als Richter am Obersten Gerichtshof von Tennessee, ab 1831 als dessen Präsident. Nachdem 1834 seine Stelle gestrichen wurde, nahm er seine Tätigkeit als Anwalt wieder auf. Während der Präsidentschaftswahl von 1836 leitete Catron die Kampagne von Martin Van Buren in Tennessee.
Nachdem der Kongress 1836 den Obersten Gerichtshof von sieben auf neun Richter erweitert hatte, ernannte Präsident Jackson Catron am 3. März 1837 zum beigeordneten Richter. In dieser Position war er bis zu seinem Tod 1865 tätig. Während seiner Amtszeit galt er als Verfechter der Sklaverei.  Nach seinem Tod wurde kein Nachfolger benannt, da die Zahl der Richter zwischenzeitlich auf zehn gestiegen war und nun wieder reduziert wurde.
Catron ist auf dem Mount Olivet Cemetery in Nashville beigesetzt.